# Тиль, Питер
Питер Тиль (Петер Андреас Тиль, нем. Peter Andreas Thiel; род. 11 октября 1967, Франкфурт) — американский предприниматель немецкого происхождения, инвестор и управляющий хедж-фондами. Вместе с Максом Левчиным основал платёжную систему PayPal и был её генеральным директором.
В 2000-е — 2010-е годы — президент Clarium Capital, хедж-фонда, занимающегося макроинвестированием и имеющий активы стоимостью около $700 млн; управляющий партнер в Founders Fund, венчурного фонда с капиталом $250 млн, который он основал вместе с Кеном Хоури и Люком Нозеком в 2005 году; сооснователь и председатель инвестиционного комитета Mithril Capital Management. Тиль был первым внешним инвестором Facebook, купив в 2004 году 10,2 % его акций за $500 тыс.; по состоянию на 2016 год входит в совет директоров компании. По состоянию на июль 2024 года, состояние Тиля оценивалось в $11,2 млрд, и он занимал 212-е место в Индексе миллиардеров Bloomberg. Живёт в Калифорнии в городе Сан-Франциско.

## Ранняя биография
Родился 11 октября 1967 году в немецкой семье во Франкфурте-на-Майне в ФРГ. В раннем возрасте вместе с родителями переехал в США в Фостер-Сити в Калифорнии. В подростковом возрасте выполнил норму национального мастера по шахматам, став одним из лучших игроков в стране в возрасте до 21 года.
В Стэнфордском университете изучал философию XX века, в 1989 году получил степень бакалавра искусств по философии, а в 1992 году стал доктором права на юридическом отделении Стэнфорда.
Многих знакомых бывших студентов Стэнфорда во время профессиональной и деловой карьеры приглашал к сотрудничеству, среди таких университетских друзей Кейт Рабуа, Дэвид Сакс и Рид Хоффман, работавшие в PayPal и впоследствии ставшие частью неформального сообщества предпринимателей, известного как «Мафия PayPal». Во время учёбы в Стэнфорде Тиль также столкнулся с Рене Жираром, теория «миметического желания» которого повлияла на него.

## Карьера

### Начало карьеры
Тиль был помощником судьи Апелляционного суда одиннадцатого округа США Джеймса Эдмондсона. С 1993 до 1996 год — трейдер Credit Suisse, работал на рынках производных финансовых инструментов. В 1996 году основал фонд Thiel Capital Management.

### PayPal
В 1998 году вместе с Максом Левчиным основал систему онлайн-платежей PayPal, вскоре слившуюся с аналогичной системой X.com Илона Маска. 15 февраля 2002 года PayPal стала публичной компанией, потом в том же году была поглощена eBay за $1,5 млрд. На момент продажи PayPal у Тиля была доля 3,7 %, которая тогда стоила примерно $55 млн.

### Clarium Capital
Сразу же после продажи PayPal Тиль запустил глобальный макро-хедж-фонд Clarium Capital, проводя глобальную макростратегию. В 2005 Clarium был отмечен как глобальный макрофонд года двумя торговыми журналами — MarHedge и Absolute Return. Подход Тиля к инвестированию стали предметом главы в книге Стива Дробны (англ. Steve Drobny) Inside the House of Money. Тиль успешно сделал ставку на то, что доллар будет слабеть в 2003, и получил значительную прибыль, поставив на то, что доллар и энергоносители восстановятся в 2005. После значительных потерь, начиная с 2009 года, Clarium упала с $7 млрд в активах в 2008 до около $350 млн в 2011.
В 2004 году, задолго до кризиса 2007—2010 годов, Тиль говорил о нём в общих чертах. Он утверждал, что по сути пузырь доткомов 2000 года мигрировал в финансовый сектор. Конкретно, он говорил про уязвимость General Electric и Wal-Mart. В то же время он говорил о пузыре на рынке недвижимости. К примеру, в 2004 году он сообщил об отказе от покупки за $7 млн коттеджа Марты Стюарт на Манхэттене зимой 2003—2004.

### Facebook
В августе 2004 Тиль стал бизнес-ангелом Фейсбука, вложив в него $500 000. Взамен он получил 10,2 % компании и членство в совете директоров. Это была первая внешняя инвестиция в Фейсбук.
В книге «Эффект Facebook» Дэвид Киркпатрик описывает историю о том, как Тиль стал инвестором социальной сети: бывший сотрудник Napster и Plaxo Шон Паркер, занимавший должность президента Facebook, искал для фирмы инвесторов, и по рекомендации генерального директора LinkedIn Рида Хоффмана (отказавшегося стать ведущим инвестором из-за потенциального конфликта интересов Facebook и LinkedIn) был направлен к Тилю. Тиль встретился с Паркером и Марком Цукербергом (тогда ещё студентом Гарварда), и Тиль согласился возглавить начальный раунд инвестиций в обмен на акции. Хоффман и Марк Пинкус также приняли участие в этом раунде. Изначально инвестиции должны были перейти в капитал Фейсбука, если количество его пользователей к концу 2004 года достигнет 1,5 млн. Хотя Facebook немного не достиг этой цели, Тиль согласился с обращением вложенных средств в капитал. Так он вспоминает о своих инвестициях:
«Мне было комфортно следовать их первоначальному видению. И это была разумная оценка. Я считал, что это довольно безопасные инвестиции.»
Как член правления Тиль не был вовлечен в каждодневные принятия решений. По словам Сары Лейси, главным советом Тиля Цукербергу в первые годы был «Только не напортачь» Однако он помогал в выборе времени для различных раундов финансирования.
В сентябре 2010 года Тиль, выражая скептицизм по поводу потенциала для роста в потребительском секторе Интернета, утверждал, что по отношению к другим интернет-компаниям, Facebook (которая тогда оценивалась в $30 млрд) была сравнительно недооценена. В мае 2012 года Facebook вышел на IPO с рыночной капитализацией около $100 млрд, на котором Тиль продал акций на $638 млн. В августе 2012 года, сразу же после завершения срока блокировки, Тиль продал почти всю свою оставшуюся долю по цене от $19,27 до $20,69 за акцию на $395,8 млн. Итого, он продал акции Фейсбука на сумму свыше $1 млрд. Сейчас у него 5 млн акций и место в совете директоров.
7 февраля 2022 года Тиль объявил, что на ближайшем собрании акционеров не будет выдвигаться в совет директоров Meta (компания, владеющая сервисом Facebook после реструктуризации). Таким образом, предприниматель покидает правление Facebook после работы там на протяжении 17 лет.

### Бизнес-ангел и венчурный инвестор
В 2005 Тиль создал Founders Fund, фонд ангельских и венчурных инвестиций. Партнерами в фонде были Шон Паркер, Кен Хоури и Люк Нозек. Кроме Фейсбука, Тиль инвестировал в многие другие стартапы на ранней стадии (лично или через Founders Fund). Среди них Booktrack, Slide, LinkedIn, Friendster, Rapleaf, Geni.com, Yammer, Yelp, Powerset, Practice Fusion, Vator, Palantir, IronPort, Votizen, Asana, Big Think, Caplinked, Quora, Rypple, Stripe и Legendary Entertainment. Несколько проектов были основаны бывшими коллегами Тиля по PayPal: Slide создан Левчиным, Linkedin — Хоффманом, Yelp — Джереми Стопплменом, Geni.com и Yammer — Дэвидом Саксом и Xero — Родом Друри. Журнал Fortune сообщает, что сотрудники PayPal (бывшие и текущие) вместе создали или вложили в десятки стартапов на общую сумму около 30 миллиардов долларов. Как отмечается в статье журнала Fortune, в кругах Силиконовой долины Тиля называют «доном мафии PayPal» — лидером неформального объединения инвесторов и предпринимателей — выходцев из PayPal. Подходы Тиля к управлению привлекают широкое внимание, в частности, обрело популярность его наблюдение, что успех стартапа тесно связан с низкой заработной платой генерального директора.
В 2003 году Тиль основал компанию Palantir, профинансированную венчурным фондом ЦРУ In-Q-Tel. В 2014 году, на старте проекта, инвестировал в платформу для создания децентрализованных онлайн-сервисов на базе блокчейна Ethereum $100 000.

### Mithril: фонд для инвестиций на поздней стадии
В июне 2012 года Тиль запустил фонд Mithril, предназначенный для инвестиций на поздней стадии. На момент запуска этот фонд имел капитал в $402 млн. Mithril предназначен для компаний в стадии между частной и готовящейся стать публичной. Партнёры Тиля в фонде — один из основателей Thiel Fellowship Джим О’Нил (англ. Jim O’Neill) и бывший управляющий директор Clarium Capital Аджай Роян (англ. Ajay Royan).
В 2019 году принял участие в конференции Бильдербергского клуба.

## Воззрения и общественная деятельность
Питер Тиль поддерживает такие организации, как Американская ассоциация за равные права (англ. American Foundation for Equal Rights) и GOProud.
Ещё в студенческие годы основал газету The Stanford Review либертарианского толка, получившую популярность в студенческом городке с его сложными нравами, такими как политкорректность и законы против ненависти. По состоянию на 2010-е годы The Stanford Review — основная консервативная либертарианская газета университета.
Согласно книге Эрика Джексона «Войны PayPal», Тиль считал одной из миссий PayPal освобождение людей из развивающихся стран от девальвации национальных валют в результате инфляции за счёт возможности вывода средств в глобальные электронные счета, номинированные в твёрдых валютах.
В 2010-х годах финансировал иски Халка Хогана и других звёзд против интернет-блога Gawker, публикующего информацию о знаменитостях личного характера. В 2016 году суд приговорил издание к выплатам в 140 миллионов долларов, что подвело СМИ на грань банкротства. Последующий суд несколько снизил сумму, но блог объявил о банкротстве в августе 2016 года. Причиной для этого поступка стала публикация издания 2007 года о гомосексуальной ориентации предпринимателя. По словам Тиля, финансирование этих исков является одним из его самых человеколюбивых поступков.
Питер Тиль является критиком современной системы высшего образования в США. Он полагает, что университетское образование переоценено и представляет собой классический пузырь. По расчетам его фонда «от 70 % до 80 % американских университетов не генерируют положительного эффекта от инвестиций в образование».
Thiel Fellowship — стипендиальная программа поддержки молодых учёных и бизнесменов, финансируемая Фондом Тиля. Размер гранта — $100 тыс. на 2 года, обратиться за ним могут молодые люди в возрасте до 22 лет, имеющие чёткое видение продукта, который они хотят создать. Обязательное условие — не учиться параллельно в колледже, а полностью сосредоточиться на создании нового. Основное преимущество участия в программе — свобода создавать новое и социальные связи, которые приобретают участники сообщества. В общей сложности предприниматели из Thiel Fellows привлекли $409 миллионов и заработали $40 миллионов на продаже компаний. Сообщество стало развиваться не так, как изначально планировал Питер Тиль: «Он думал, что для того, чтобы начать думать своей головой, новичкам нужно место и ресурсы. Оказалось, что сообщество стало давать им нечто гораздо более ценное — связи».

## Личная жизнь
Питер Тиль — открытый гей. В октябре 2017 года он заключил брак в Вене со своим партнёром Мэттом Данцейсеном.